# Jakub Krzysztoszek
Jakub Krzysztoszek (ur. 1896 w Kępie Celejowskiej, zm. 18 lutego 1944 we wsi Dąbrowa-Kolonia) – kapral Wojska Polskiego, działacz ruchu ludowego, kawaler Orderu Virtuti Militari, uczestnik wojny z bolszewikami, członek Batalionów Chłopskich.

## Życiorys
Jakub Krzysztoszek urodził się w rodzinie Piotra i Antoniny z Bąkowskich. W czasie wojny z bolszewikami walczył w szeregach 5 baterii 10 pułku Kaniowskiego artylerii polowej w stopniu kanoniera. 17 sierpnia 1920 roku, jako celowniczy działa wyróżnił się w czasie walki o Wyszków, za co został odznaczony Orderem Wojskowym Virtuti Militari V klasy.
Był członkiem Batalionów Chłopskich. Na 10 dni przed pacyfikacją sąsiedniej wsi Wanaty w gm. Łaskarzew, Jakub Krzysztoszek został rozstrzelany 18 lutego 1944 przez żandarmerię hitlerowską.

## Ordery i odznaczenia
- Krzyż Srebrny Orderu Wojskowego Virtuti Militari – 28 lutego 1921 roku[3][1]